# 西大街街道 (安阳市)
西大街街道，是中华人民共和国河南省安陽市文峰区下辖的一个乡镇级行政单位。

## 行政区划
西大街街道下辖以下地区：
冠带巷社区、大寺前社区、南门西街社区和西南营社区。